# Varmalækjarmúli
Varmalækjarmúli är en kulle i republiken Island. Den ligger i regionen Västlandet, 50 km norr om huvudstaden Reykjavík. Toppen på Varmalækjarmúli är 347 meter över havet, eller 314 meter över den omgivande terrängen. Bredden vid basen är 4,8 km.
Trakten runt Varmalækjarmúli är nära nog obefolkad, med mindre än två invånare per kvadratkilometer. Närmaste större samhälle är Hvanneyri, omkring 12 kilometer väster om Varmalækjarmúli. Trakten runt Varmalækjarmúli består i huvudsak av gräsmarker.